# Sovjetunionen i olympiska vinterspelen 1960
Sovjetunionen deltog med 62 idrottare: 49 män och 13 kvinnor i de olympiska vinterspelen 1960 i Squaw Valley i Kalifornien. Totalt vann de sju guldmedaljer, fem silvermedaljer och nio bronsmedaljer.

## Medaljer

### Guld
- Hastighetsåkning på skridskor
  - 500 m herrar: Jevgenij Grisjin
  - 1 500 m herrar: Jurij Michajlov (delad med Jevgenij Grisjin)
  - 5 000 m herrar: Viktor Kositjkin
  - 1 000 m damer: Klara Guseva
  - 1 500 m damer: Lidija Skoblikova
  - 3 000 m damer: Lidija Skoblikova
- Längdskidåkning
  - 10 km damer: Marija Gusakova

### Silver
- -  Hastighetsåkning på skridskor
  - 500 m damer: Natalja Dontjenko
  - 3 000 m damer: Valentina Stenina
  - 10 000 m herrar: Viktor Kositjkin
- Längdskidåkning
  - 10 km damer: Ljubov Kozyreva
  - 3x5 km stafett damer: Radja Jerosjina, Marija Gusakova, Ljubov Kozyreva
- Skidskytte
  - 20 km herrar: Vladimir Melanin

### Brons
- Hastighetsåkning på skridskor
  - 500 m herrar: Rafael Gratj
  - 1 500 m herrar: Boris Stenin
  - 1 000 m damer: Tamara Rylova
- Längdskidåkning
  - 30 km herrar: Nikolaj Anikin
  - 10 km damer: Radja Jerosjina
  - 4x10 km stafett herrar: Anatolij Sjeljuchin, Gennadij Vaganov, Aleksej Kuznetsov, Nikolaj Anikin
- Ishockey
- Herrar: Sovjetunionens herrlandslag i ishockey
- Nordisk kombination
  - Herrarnas individuella: Nikolaj Gusakov
- Skidskytte
  - 20 km herrar: Aleksandr Privalov